# Fordongianus
Fordongianus is een gemeente in de Italiaanse provincie Oristano (regio Sardinië) en telt 1037 inwoners (31-12-2004). De oppervlakte bedraagt 39,4 km², de bevolkingsdichtheid is 26 inwoners per km².

## Demografie
Fordongianus telt ongeveer 424 huishoudens. Het aantal inwoners daalde in de periode 1991-2001 met 10,1% volgens cijfers uit de tienjaarlijkse volkstellingen van ISTAT.
| Jaar | Inwoneraantal |
| ---- | ------------- |
| 1991 | 1176          |
| 2001 | 1057          |

## Geografie
Fordongianus grenst aan de volgende gemeenten: Allai, Busachi, Ghilarza, Ollastra, Paulilatino, Siapiccia en Villanova Truschedu.

## Galerij

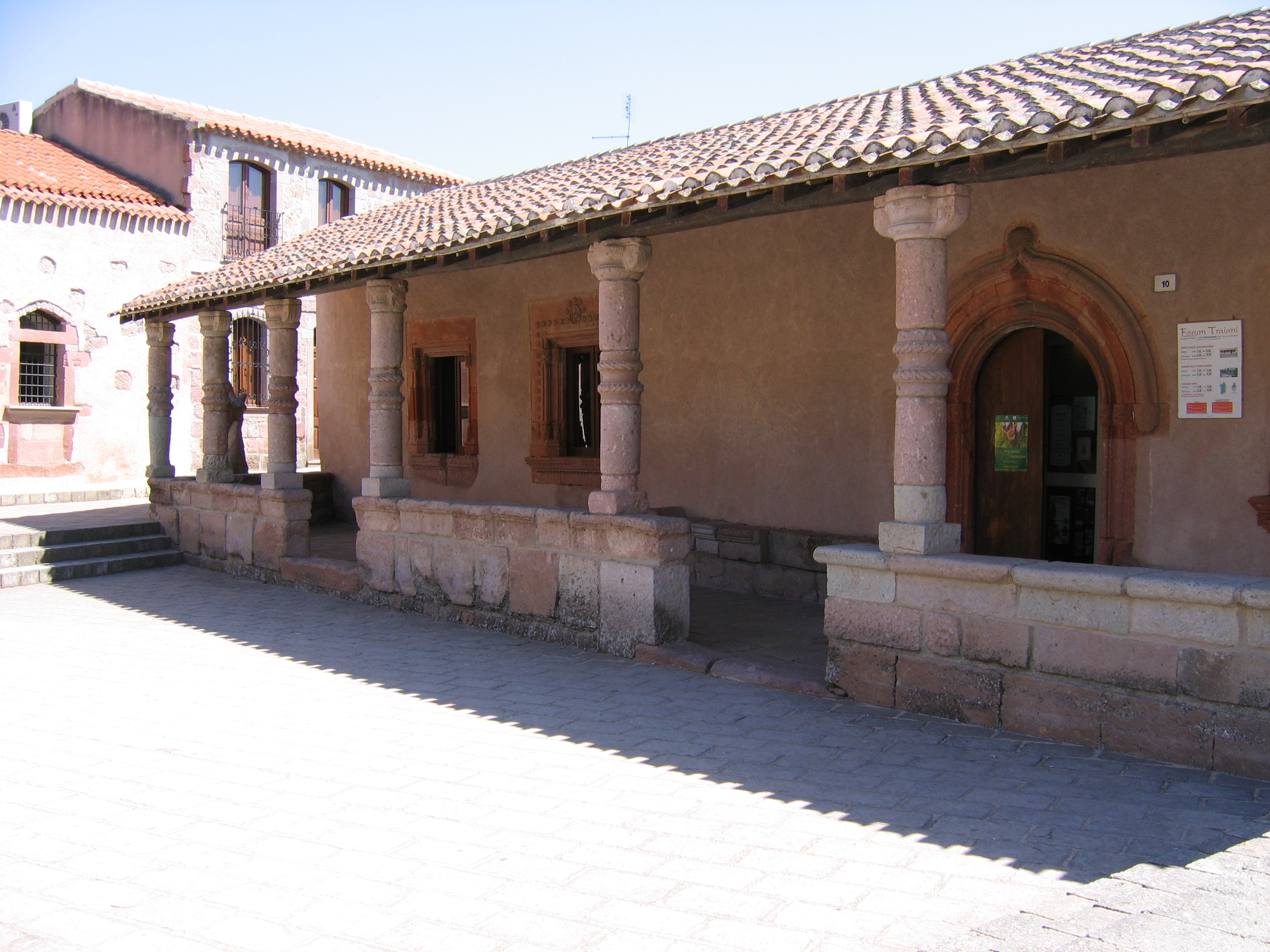
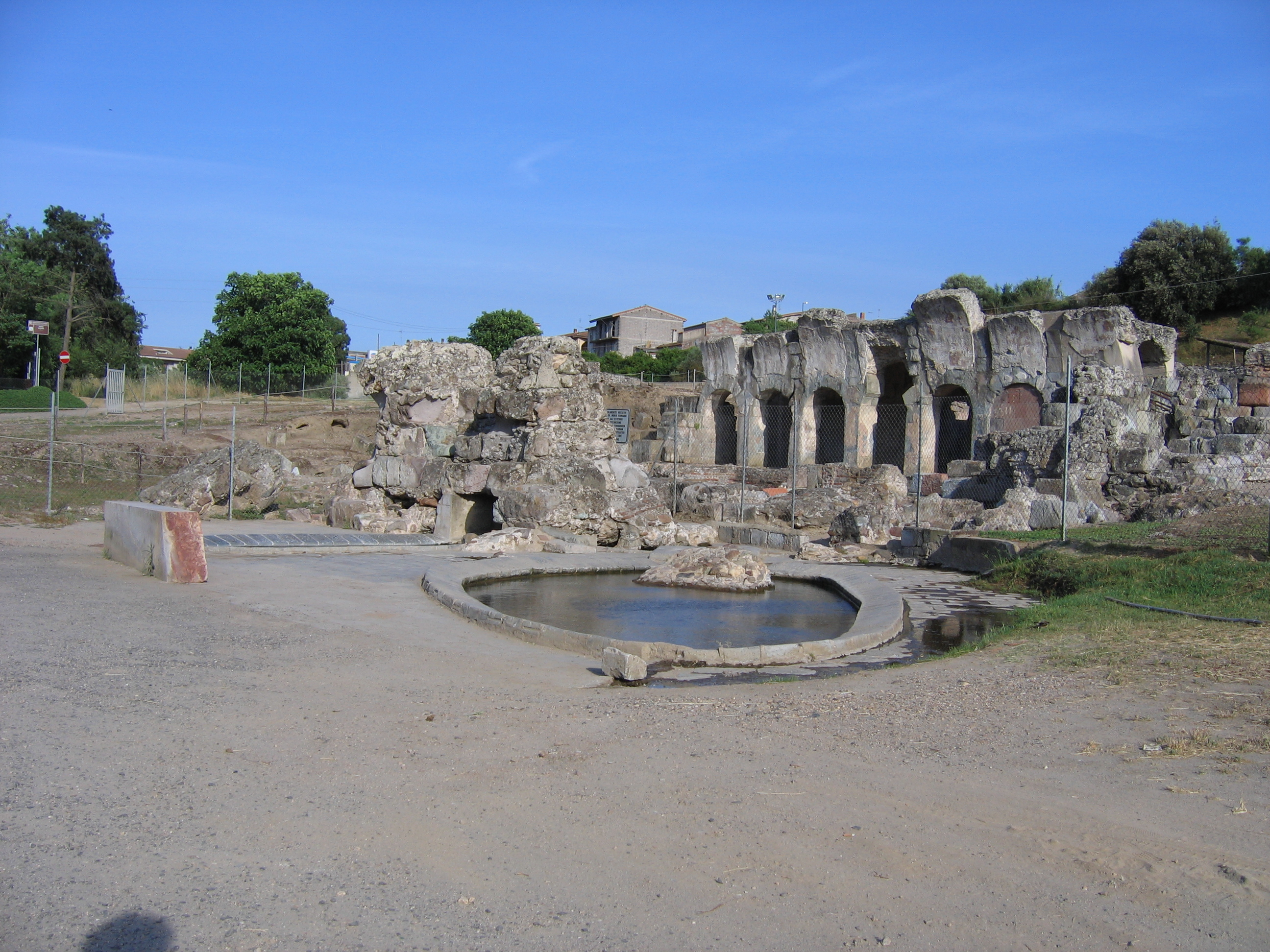
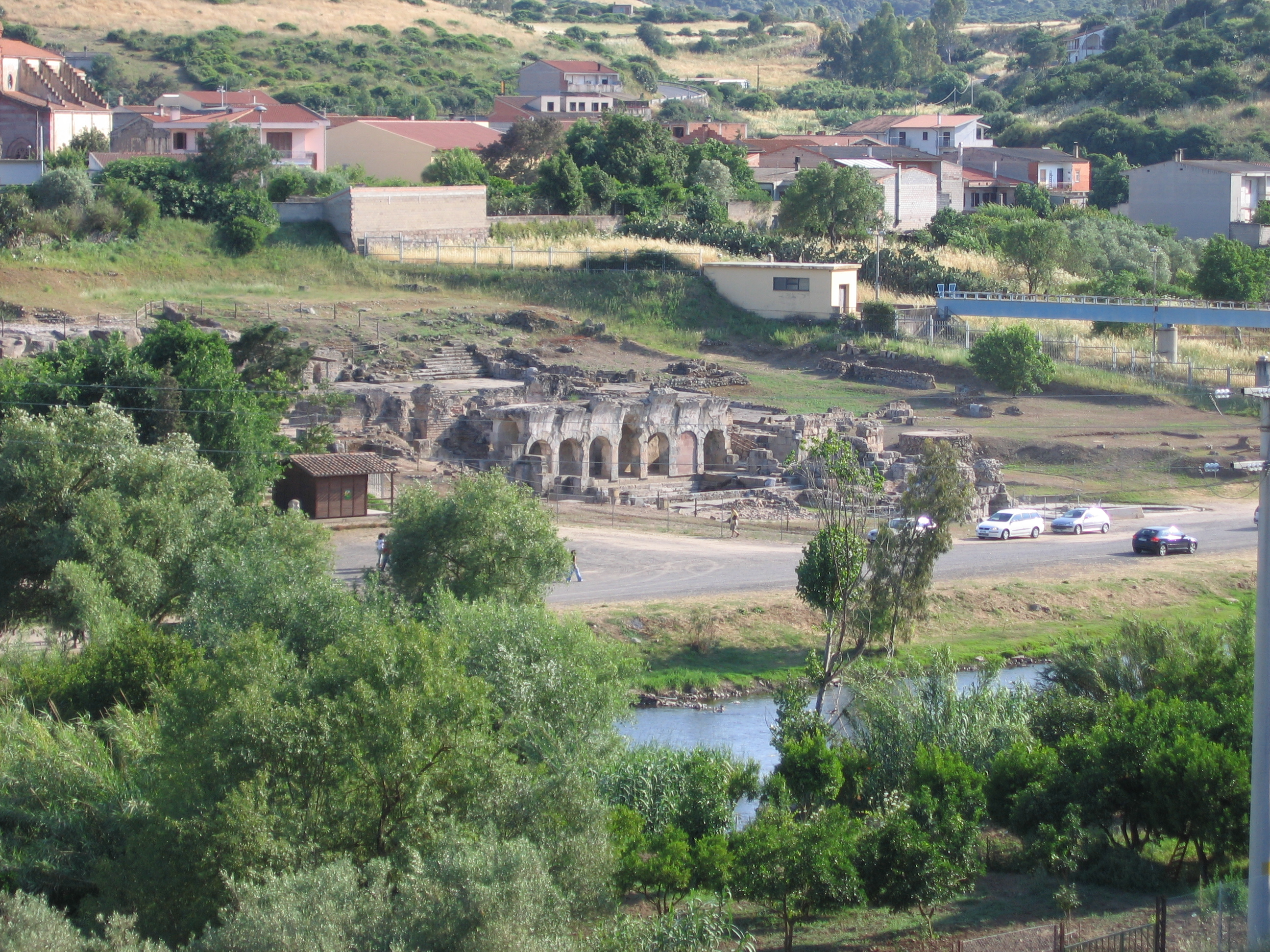
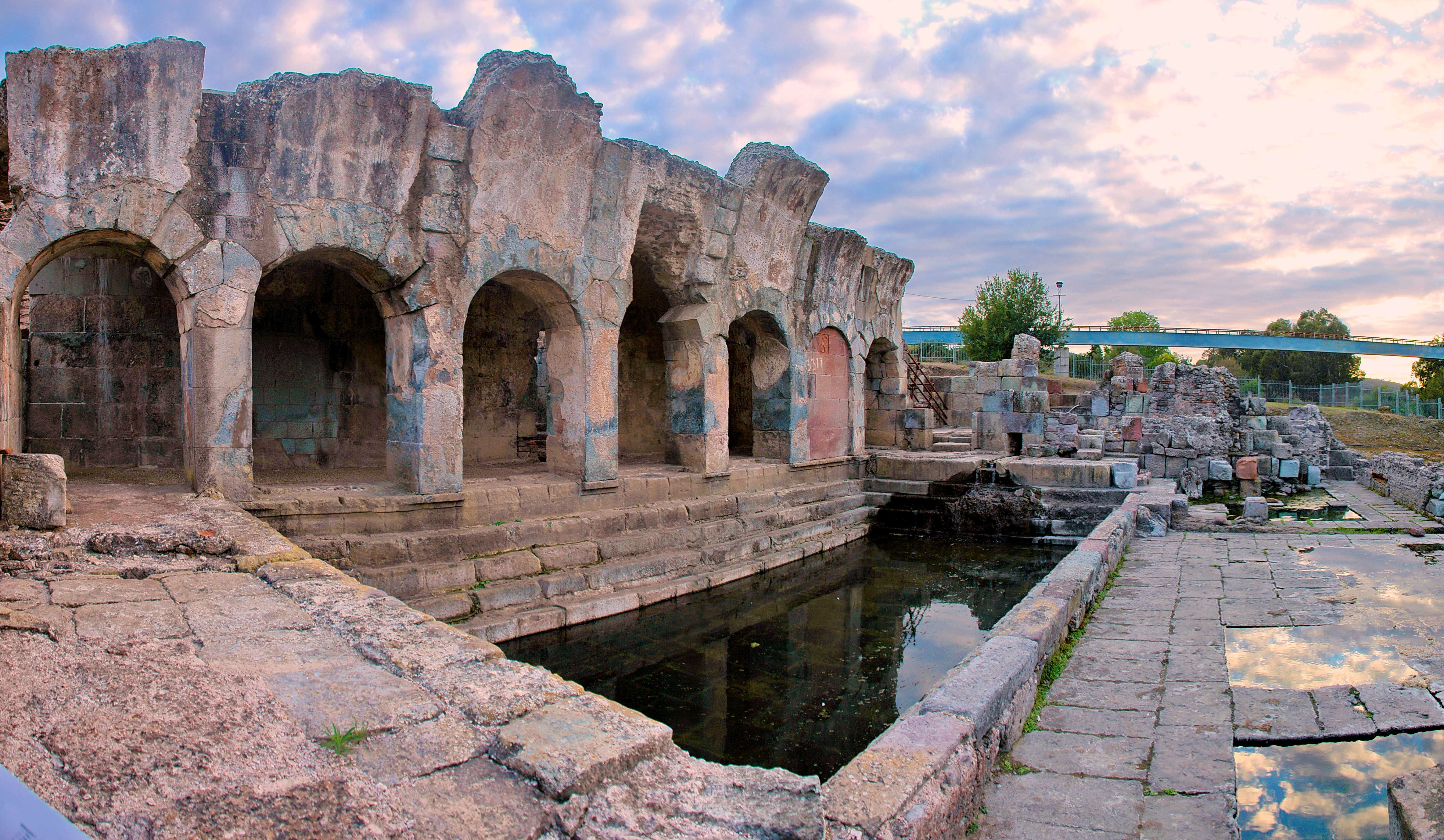